# Кейдські поля

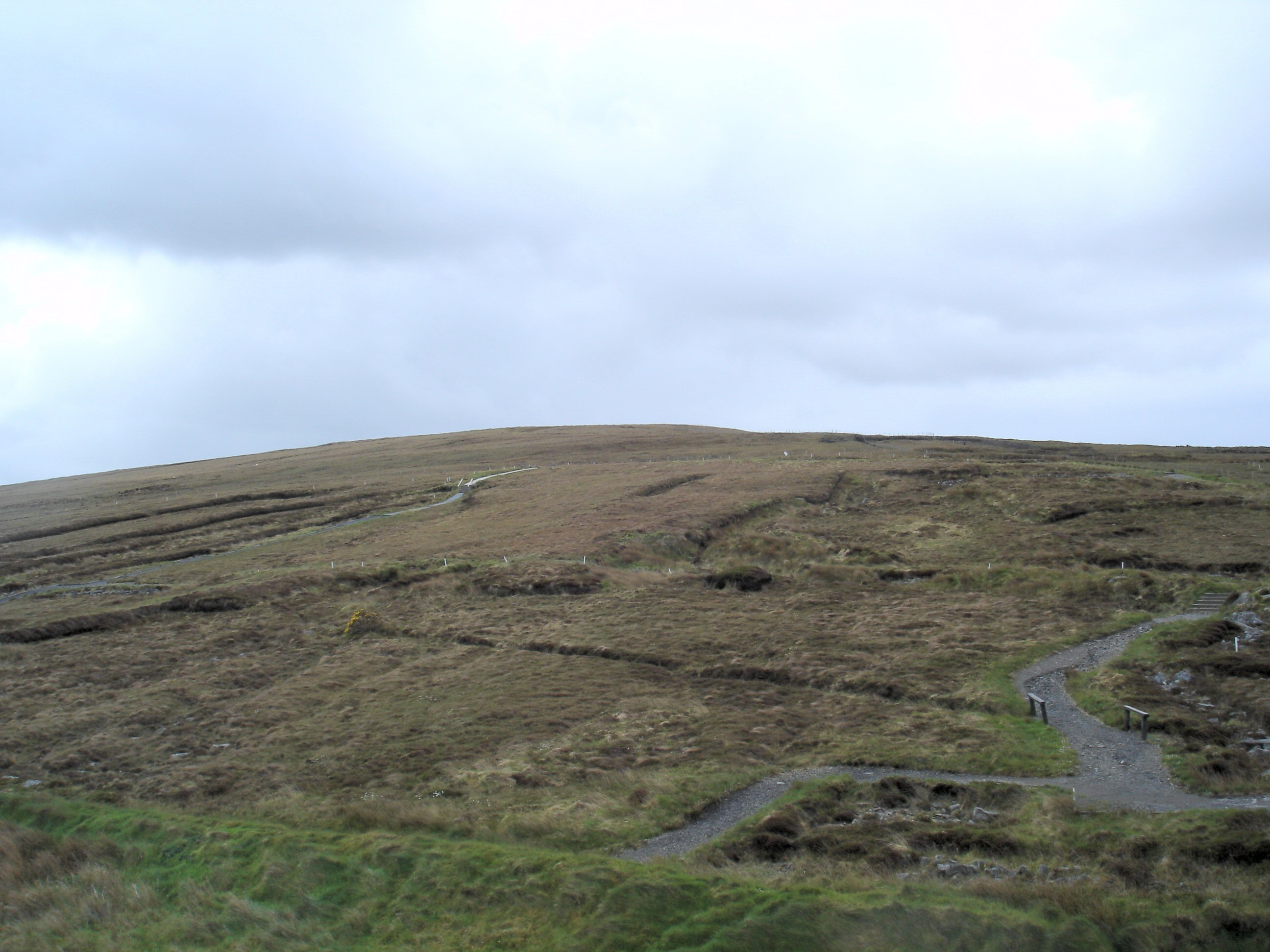
Кейдські поля

Кейдські поля (іноді помилково Сейдські поля, англ. Céide Fields, від ірл. Achaidh Chéide) - археологічна пам'ятка на північному узбережжі графства Мейо на заході Ірландії. Кейдські поля є найбільшою за площею пам'яткою кам'яної доби в світі, тут розташована найдавніша система сільськогосподарських полів. Датування різними методами показує, що поля виникли близько 3,5 тис. років до н. е., тобто 5,5 тис. років тому. Є кандидатом на включення в список Всесвітньої спадщини ЮНЕСКО в Ірландії.

## Відкриття
У 1930-х роках місцевий шкільний вчитель Патрік Колфілд (англ. Patrick Caulfield) виявив нагромадження каменів під торфом, який він викопував для палива. Розташування каменів було досить правильним, систематичним, незвичайним для природи. Колфілд припустив, що камені встановили люди. Більш того, той факт, що камені вкривало висохле болото, свідчив про те, що встановлено їх досить давно, ще до появи цього болота.
Інтерес до полів, однак, пробудився лише сорок років по тому, коли син Патріка, Шеймус (англ. Seamus), вивчивши археологію, продовжив дослідження, внаслідок чого виявлено комплекс полів, будинків і мегалітичних гробниць, що перебували протягом тривалого часу під шаром торф'яного болота.

## Вивчення

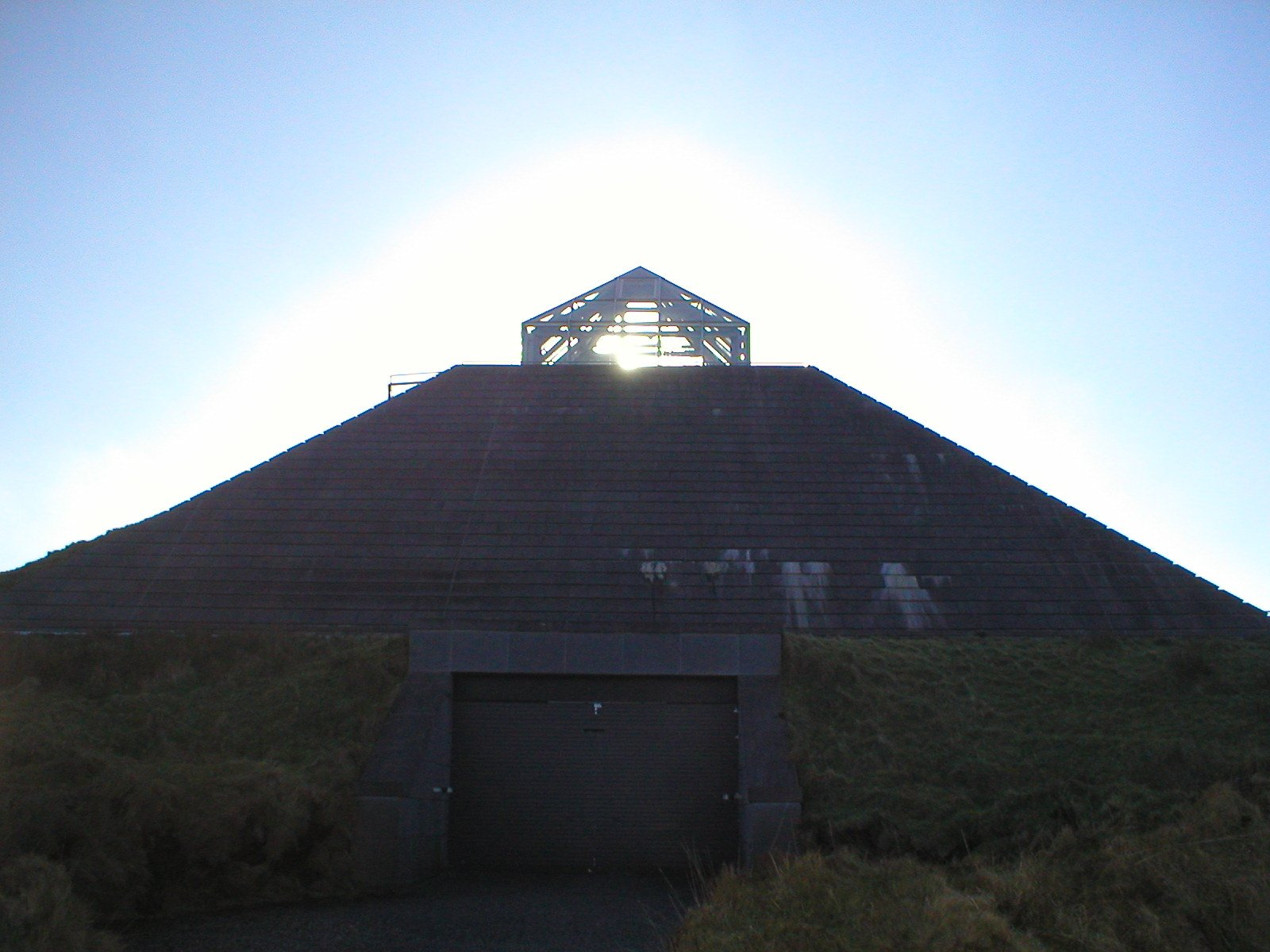
Музей кейдських полів.

З метою збереження археологічної пам'ятки та забезпечення можливості для подальшого вивчення місцевість промацали металевим стрижнем, склали карту пам'ятки.
Встановлено, що творці полів жили в місцевості, покритій густим лісом. Вони зводили ліс, щоб забезпечити собі землі під оранку і добути деревину для будівництва і розведення вогню. Знищення лісу тривало досить довго.
Клімат за часів культивації полів був значно м'якшим від сучасного, що дозволяло засівати їх і збирати врожай протягом цілого року. Свідченням такого клімату є численні залишки давніх дерев, знайдені в болоті.
Протягом деякого часу тодішні племена жили добре, проте, внаслідок екологічних або кліматичних змін, ґрунт став непридатним для засіву і неродючим, можливо, через знищення навколишніх лісів.